# سیارک ۷۴۷۶۴
سیارک ۷۴۷۶۴ (به انگلیسی: 74764 Rudolfpesek، نامگذاری:1999RP213) هفتاد و چهار هزار و هفتصد و شصت و چهارمین سیارک کشف شده‌است که در ۱۵ سپتامبر ۱۹۹۹ کشف شد.